# Corridoio paneuropeo VII
Il corridoio paneuropeo VII è una delle dieci vie di comunicazione dell'Europa centro-orientale, relativa ad un collegamento tra la Germania, l'Austria, la Slovacchia, l'Ungheria, la Croazia, la Serbia, la Bulgaria, la Romania, la Moldavia e l'Ucraina.
Attraversa il fiume Danubio.